# Gare de Brulange
La gare de Brulange est une ancienne gare ferroviaire française de la ligne de Réding à Metz-Ville, située au sud du bourg centre de la commune de Brulange, dans le département de la Moselle, en région Grand Est.
Elle est mise en service en 1877 par la Direction générale impériale des chemins de fer d'Alsace-Lorraine (EL). Elle est fermée dans la deuxième moitié du XXe siècle, et son ancien bâtiment voyageurs est détruit

## Situation ferroviaire
Établie à 238 mètres d'altitude, la gare de Brulange est située au point kilométrique (PK) 117,692 de la ligne de Réding à Metz-Ville entre les gares de Landroff (fermée) et de Baudrecourt (fermée). Au PK 121,236, s'intercale la halte fermée de Lesse.

## Histoire
La création d'une section de ligne entre Rémilly et Berthelming pour faciliter les relations entre les places fortes de Metz et Strasbourg est étudiée par l'administration française en 1857, intégrée dans un projet de liaison ferroviaire entre Lille et Strasbourg. La guerre franco-allemande de 1870, avec pour conséquence l'annexion de l'Alsace-Lorraine en 1871, fait qu'il devient l'un des premiers projets de ligne de la zone annexée à être totalement étudié et réalisé par la Direction générale impériale des chemins de fer d'Alsace-Lorraine (EL). Le projet de tracé produit en 1873 prévoit une station vers Brulange. La ligne est déclarée d'utilité publique le 9 janvier 1874, et les enquêtes pour l'expropriation des parcelles utiles aux constructions sont entreprises d'octobre 1874 à novembre 1875. Les premiers chantiers ouvrent dès 1874.
La station de Brulange est mise en service le 10 décembre 1877 par la Direction générale impériale EL, lorsqu'elle ouvre à l'exploitation la section à double voie entre les gares de Rémilly et de Berthelming.
Le 19 juin 1919, la gare entre dans le réseau de l'Administration des chemins de fer d'Alsace et de Lorraine (AL), à la suite de la victoire française lors de la Première Guerre mondiale.
Après la nouvelle annexion allemande de l'Alsace-Lorraine, c'est la Deutsche Reichsbahn qui gère la gare pendant la Seconde Guerre mondiale, du 1er juillet 1940 jusqu'à la Libération (en 1944 – 1945).
Elle est fermée, dans la deuxième moitié du XXe siècle, vers 1973 ou 1982, puis le bâtiment est détruit entre 1986 et 1989.